# Hans-Werner Rengeling
Hans-Werner Rengeling (* 25. Februar 1938 in Essen) ist ein deutscher Rechtswissenschaftler mit dem Schwerpunkt Europarecht.

## Leben
Nach der Promotion 1971 an der Universität Münster war er wissenschaftlicher Assistent am Lehrstuhl für Raumplanung und Öffentliches Recht in Münster, Werner Hoppe. Nach der Habilitation 1975 wurde er 1977 Professor an der Universität Hamburg (Fachbereich Rechtswissenschaft I), 1978 Professor an der Universität Bonn. Seit 1981 war er Professor für Europäisches Öffentliches Recht und Rechtsvergleichung an der Universität Osnabrück, von 1985 bis 2003 Direktor des Instituts für Europarecht der Universität Osnabrück.

## Schriften (Auswahl)
- Rechtsfragen zur Langzeitsicherung von Endlagern für radioaktive Abfälle. Köln 1995, ISBN 3-452-23122-4.
- Einstufung von Metallen als „umweltgefährlich“. Rechtliche Grundlagen und Grenzen. Classification of metals as „dangerous for the environment“. Köln 1997, ISBN 3-452-23842-3.
- Gesetzgebungskompetenzen für den integrierten Umweltschutz. Die Umsetzung inter- und supranationalen Umweltrechts und die Gesetzgebungskompetenz nach dem Grundgesetz. Köln 1999, ISBN 3-452-24186-6.
- Europäisches Stoffrecht. Zu Inhalten, Abgrenzungen und Zusammenhängen sowie zur Harmonisierung, Systematisierung und Kodifizierung allgemeiner Regelungen. Köln 2009, ISBN 978-3-452-27200-3.